# 小行星8731
小行星8731（英語：8731 Tejima）是一颗围绕太阳公转的小行星。1996年11月19日，小林隆男在大泉天文台发现了此天体。
这颗小行星的绝对星等为301.8698458785528等。